# Digitaria petelotii
Digitaria petelotii är en gräsart som beskrevs av Johannes Jan Theodoor Henrard. Digitaria petelotii ingår i släktet fingerhirser, och familjen gräs. Inga underarter finns listade i Catalogue of Life.